# Ouranosaurus
Ouranosaurus („Odvážný ještěr“) byl rod velkého ornitopodního dinosaura, žijícího v období rané křídy na území severní Afriky. Sdílel ekosystémy s mnoha dalšími dinosaury a například i s obřím krokodýlovitým plazem rodu Sarcosuchus.

## Charakteristika
Tento ornitopod byl asi 8 až 8,3 m dlouhý a 2200 kg vážící býložravý dinosaurus, který žil v době před 115 milióny let. Jeho fosilie byly poprvé objeveny na území Nigérie francouzskými paleontology při terénních výzkumech, zaměřených na hledání uranových rud, probíhajících v letech 1965 až 1973.

## Popis
Byl to po dvou i po čtyřech se pohybující dinosaurus s nízkou podlouhlou hlavou a silnými zadními končetinami, na kterých spočívala většina váhy těla. Tento býložravec měl výrazně prodloužené neurální trny rostoucí z páteře, které se mu od špičky ocasu stále prodlužovaly až k vazu, kde prudce klesly. Mezi těmito výčnělky byla za života dinosaura zřejmě upnutá kožená plachta, kterou se její majitel zbavoval zbytečného tepla. Samcům se však v období páření mohla vlivem hormonálních změn pestře zbarvit, aby lákala samice a demonstrovala sílu jejího nositele. Přední končetiny byly relativně štíhlejší než u iguanodona a i bodec na palci byl méně výrazný.
Blízce příbuzným druhem byl například evropský taxon Portellsaurus sosbaynati.